# Santuario de Nuestra Señora (Agres)
El santuario de la Virgen de Agres o de la Virgen del Castillo (en valenciano Santuari de la Mare de Deu d'Agres) en el término municipal de Agres (Alicante) está construido sobre los restos de un antiguo castillo al sur de la población en un emplazamiento prostis natural entre torrenteras y bosques de frondoso arbolado, sobre una elevación del terreno, siendo un importante centro de devoción mariana al sur de la Comunidad Valenciana desde finales del siglo XV. 
El edificio forma un gran bloque longitudinal con pequeños huecos, donde destaca su pesada fábrica de mampostería con los paramentos enlucidos como una pared maciza de gran altura. La parte mejor conservada es un recinto cerrado que incluye un albergue de peregrinos
La iglesia de pequeño tamaño se divide en dos naves paralelas de cuatro tramos sin ornamentación. Se llega a ella desde una gran escalinata cubierta. En uno de los extremos de la nave, en la parte más alejada de la entrada se encuentra el camarín con una cúpula sobre pechinas.